# Великооктябрьское городское поселение
Великооктя́брьское городское поселе́ние — муниципальное образование в составе Фировского района Тверской области России.
Администрация поселения располагается в посёлке городского типа Великооктябрьский.

## История
Образовано законом Тверской области от 28 февраля 2005 года N 52-ЗО.

## Население
| 2010  | 2011  | 2012  | 2013  | 2014  | 2015  | 2016  |
| ----- | ----- | ----- | ----- | ----- | ----- | ----- |
| 2534  | ↗2539 | ↘2509 | ↘2428 | ↘2335 | ↘2282 | ↘2245 |
| 2017  | 2018  | 2019  | 2020  | 2021  |       |       |
| ↘2152 | ↘2114 | ↘2068 | ↘2013 | ↗2310 |       |       |

## Населенные пункты
На территории поселения находятся 2 населённых пункта:
| № | Населённый пункт  | Тип     | Население |
| - | ----------------- | ------- | --------- |
| 1 | Великооктябрьский | пгт     | ↗2068     |
| 2 | Большое Эскино    | деревня | ↗242      |